# Metius (hố)
Metius là một hố Mặt Trăng (hố va chạm) nằm ở gần rìa phía đông nam của vùng cao nhấp nhô. Về phía tây nam của hố giáp với hố Fabricius. Về phía tây-tây bắc là một hố bị mòn nặng Brenner. Xa về phía đông bắc là hố Rheita và hẻm núi dài Vallis Rheita.
Vành của Metius không nhô ra hoàn toàn và có sườn nhỏ. Một vài hố nhỏ khác chồng lên vành của hố, nhưng không tạo nên những bậc thang nào. Thềm hố tương đối bằng phẳng với đỉnh giữa thấp. Hố dễ dàng được nhìn thấy nhất ở thềm hố là hố Metius B, nằm ở gần vành đông bắc.
Eponym của hố này là tên của một nhà hình học và thiên văn học người Hà Lan Adriaan Adriaanszoon, tên của ông được dùng để đặt tên cho Metius.

## Hố vệ tinh
Theo quy ước, những tính chất này được xác định trên bản đồ bằng cách đặt từng chữ cái là tâm của các hố vệ tinh gần với Metius nhất.
| Metius | Vĩ độ   | Kinh độ | Đường kính |
| ------ | ------- | ------- | ---------- |
| B      | 40.1° N | 44.3° Đ | 14 km      |
| C      | 44.2° N | 49.1° Đ | 11 km      |
| D      | 42.6° N | 48.4° Đ | 11 km      |
| E      | 39.7° N | 42.8° Đ | 6 km       |
| F      | 39.1° N | 42.9° Đ | 8 km       |
| G      | 40.3° N | 45.3° Đ | 9 km       |